# Чемпіонат Європи із самбо 2018
XXXVII чемпіонат Європи із самбо проходив з 17 по 21 травня 2018 року у місті Афіни (Греція). Понад 300 спортсменів з 26 країн розіграли 27 комплектів нагород.

## Загальний медальний залік
| Місце                | Країна               | Золото | Срібло | Бронза | Загалом |
| -------------------- | -------------------- | ------ | ------ | ------ | ------- |
| 1                    | Росія (RUS)          | 12     | 4      | 8      | 24      |
| 2                    | Україна (UKR)        | 7      | 6      | 6      | 19      |
| 3                    | Грузія (GEO)         | 2      | 7      | 3      | 12      |
| 4                    | Білорусь (BLR)       | 2      | 5      | 6      | 13      |
| 5                    | Болгарія (BUL)       | 1      | 2      | 2      | 5       |
| 6                    | Франція (FRA)        | 1      | 1      | 5      | 7       |
| 7                    | Молдова (MDA)        | 1      | 1      | 2      | 4       |
| 8                    | Вірменія (ARM)       | 1      | 0      | 5      | 6       |
| 9                    | Румунія (ROM)        | 0      | 1      | 1      | 2       |
| 10                   | Азербайджан (AZE)    | 0      | 0      | 4      | 4       |
| 11                   | Іспанія (ESP)        | 0      | 0      | 3      | 3       |
| 11                   | Сербія (SRB)         | 0      | 0      | 3      | 3       |
| 13                   | Греція (GRE)         | 0      | 0      | 1      | 1       |
| 13                   | Латвія (LAT)         | 0      | 0      | 1      | 1       |
| 13                   | Литва (LTU)          | 0      | 0      | 1      | 1       |
| 13                   | Нідерланди (NED)     | 0      | 0      | 1      | 1       |
| 13                   | Словаччина (SVK)     | 0      | 0      | 1      | 1       |
| Загалом (17 збірних) | Загалом (17 збірних) | 27     | 27     | 53     | 107     |

## Медалісти

### Чоловіки
| Вагова категорія | Золото                       | Срібло                     | Бронза                                                 |
| ---------------- | ---------------------------- | -------------------------- | ------------------------------------------------------ |
| до 52 кг         | Тигран Кіракосян Вірменія    | Гіві Надарейшвілі Грузія   | Роман Братченко Україна Євгеній Єрьомін Росія          |
| до 57 кг         | Вахтанг Чідрашвілі Грузія    | Борислав Янаков Болгарія   | Володимир Гладких Росія Мехман Халілов Азербайджан     |
| до 62 кг         | Володимир Березовський Росія | Геннадій Чіргадзе Грузія   | Дмитро Євдошенко Україна Джавідан Гараєв Азербайджан   |
| до 68 кг         | Владислав Саяпін Білорусь    | Міндіа Лілуашвілі Грузія   | Євгеній Сухомлинов Росія Еміль Гасанов Азербайджан     |
| до 74 кг         | Олександр Сарайкін Росія     | Леван Нахуцрішвілі Грузія  | Георгіос Маркарян Греція Арсен Казарян Вірменія        |
| до 82 кг         | Євгеній Максимов Росія       | Тимофій Ємельянов Білорусь | Віссаріон Берулава Грузія Олексій Ніженко Україна      |
| до 90 кг         | Антон Коновалов Росія        | Паата Гвініашвілі Грузія   | Дмитро Герасименко Сербія Олексій Степаньков Білорусь  |
| до 100 кг        | Давид Лоріашвілі Грузія      | Денис Тачи Молдова         | Віктор Решко Латвія Андрій Казусьонок Білорусь         |
| понад 100 кг     | Артем Осипенко Росія         | Юрій Рибак Білорусь        | Бека Бердзенішвілі Грузія Станіслав Бондаренко Україна |

### Жінки
| Вагова категорія | Золото                   | Срібло                     | Бронза                                               |
| ---------------- | ------------------------ | -------------------------- | ---------------------------------------------------- |
| до 48 кг         | Ольга Тітова Росія       | Анастасія Новікова Україна | Лейла Аббасова Білорусь Даніела Міхаела Чісс Румунія |
| до 52 кг         | Тетяна Шуянова Росія     | Марія Буйок Україна        | Ксенія Данилович Білорусь Ірене Діас Іспанія         |
| до 56 кг         | Анастасія Валова Росія   | Даніела Поройнеану Румунія | Лаура Фурньє Франція Маріана Донос Молдова           |
| до 60 кг         | Яна Шевченко Росія       | Крістіна Казаной Білорусь  | Яіза Хіменес Іспанія Анастасія Шевченко Україна      |
| до 64 кг         | Тетяна Мацко Білорусь    | Валерія Анісімова Росія    | Олена Сайко Україна Марія Кабас Іспанія              |
| до 68 кг         | Наталія Будеану Молдова  | Ірина Громова Росія        | Івана Яндріч Сербія Тіфані Легаль Франція            |
| до 72 кг         | Наталія Смаль Україна    | Ніно Одзелашвілі Грузія    | Вікторія Болохан Молдова Анастасія Хомячкова Росія   |
| до 80 кг         | Марія Оряшкова Болгарія  | Ірине Леонідзе Грузія      | Анна Жижина Росія Саша Горіссен Нідерланди           |
| понад 80 кг      | Анастасія Сапсай Україна | Катерина Калюжна Білорусь  | Елене Кебадзе Грузія Олена Чирак Франція             |

### Бойове самбо
| Вагова категорія | Золото                       | Срібло                      | Бронза                                              |
| ---------------- | ---------------------------- | --------------------------- | --------------------------------------------------- |
| до 52 кг         | Аржаан Чилбак Росія          | Денис Артимчук Україна      | Грігор Мхітарян Вірменія Гінтарас Каткус Литва      |
| до 57 кг         | Богдан Бабенко Україна       | Георгій Кандов Болгарія     | Мхітар Мхітарян Вірменія Родіон Асканаков Росія     |
| до 62 кг         | Олександр Воропаєв Україна   | Олександр Нестеров Росія    | Максиміліан Валло Франція Якуб Бабіяр Словаччина    |
| до 68 кг         | Шейх-Мансур Хабібулаєв Росія | Богдан Кондратович Україна  | Вачик Варданян Вірменія Антуан Лефевр Франція       |
| до 74 кг         | Владислав Руднєв Україна     | Едуард Муравицький Білорусь | Микола Гончаров Росія Міхаіл Ніколов Болгарія       |
| до 82 кг         | Артур Воробйов Україна       | Чарлі Шмітт Франція         | Євгеній Алексієвич Білорусь Давіт Петросян Вірменія |
| до 90 кг         | Луї Лорен Франція            | Дмитро Баток Україна        | Маріан Дімітров Болгарія Гамзат Хірамагомедов Росія |
| до 100 кг        | Анатолій Волошинов Україна   | Віктор Нємков Росія         | Сергій Фірсов Білорусь Набі Мамедов Азербайджан     |
| понад 100 кг     | Валентин Молдавський Росія   | Размік Тоноян Україна       | Вук Раоніч Сербія                                   |